# Vila Franca de Xira
Vila Franca de Xira is een gemeente in het Portugese district Lissabon.
De gemeente heeft een totale oppervlakte van 323 km² en telde 122.908 inwoners in 2001.
De gelijknamige stad heeft ongeveer 18.500 inwoners.

## Plaatsen in de gemeente
- Alhandra
- Alverca do Ribatejo
- Cachoeiras
- Calhandriz
- Castanheira do Ribatejo
- Forte da Casa
- Póvoa de Santa Iria
- São João dos Montes
- Sobralinho
- Vialonga
- Vila Franca de Xira

## Geboren
- Diogo Figueiras (1991), voetballer
- Ivan Cavaleiro (1993), voetballer
- Rafa Silva (1993), voetballer